# Saving Private Ryan (soundtrack)
Saving Private Ryan (Music from the Original Motion Picture Soundtrack) is de originele soundtrack, gecomponeerd en gedirigeerd door John Williams voor de film Saving Private Ryan uit 1998 van Steven Spielberg. Het album werd uitgebracht op 21 juli 1998 door DreamWorks Records.
De partituur werd opgenomen in de Boston Symphony Hall en uitgevoerd door het Boston Symphony Orchestra, waarbij twee van de tien composities zang bevatten van het Tanglewood Festival Chorus.
De filmmuziek won de Grammy Award for Best Instrumental Composition Written for a Motion Picture or for Television.
De soundtrack werd geremasterd en opnieuw uitgegeven als herdenkingseditie voor het twintigste jubileum door La-La Land Records in 2018.

## Tracklijst
| 1.                 | Hymn to the Fallen           | 6:10  |
| 2.                 | Revisiting Normandy          | 4:06  |
| 3.                 | Omaha Beach                  | 9:15  |
| 4.                 | Finding Private Ryan         | 4:37  |
| 5.                 | Approaching the Enemy        | 4:31  |
| 6.                 | Defense Preparations         | 5:54  |
| 7.                 | Wade's Death                 | 4:30  |
| 8.                 | High School Teacher          | 11:03 |
| 9.                 | The Last Battle              | 7:57  |
| 10.                | Hymn to the Fallen (Reprise) | 6:10  |
| Totale duur: 64:13 |                              |       |

| Nr. | Titel                              | Duur |
| --- | ---------------------------------- | ---- |
| 11. | High School Teacher (Film Version) | 4:31 |
| 12. | The Last Battle (Film Version)     | 8:02 |

## Solisten
- Thomas Rolfs – trompet
- Tim Morrison – trompet
- Gus Sebring – hoorn

## Hitnoteringen

### NPO Klassiek Filmmuziek Top 200
| Saving Private Ryan in de NPO Klassiek Filmmuziek Top 200 | Saving Private Ryan in de NPO Klassiek Filmmuziek Top 200 | Saving Private Ryan in de NPO Klassiek Filmmuziek Top 200 | Saving Private Ryan in de NPO Klassiek Filmmuziek Top 200 | Saving Private Ryan in de NPO Klassiek Filmmuziek Top 200 | Saving Private Ryan in de NPO Klassiek Filmmuziek Top 200 |
| Jaar                                                      | 2021                                                      | 2022                                                      | 2023                                                      | 2024                                                      | 2025                                                      |
| --------------------------------------------------------- | --------------------------------------------------------- | --------------------------------------------------------- | --------------------------------------------------------- | --------------------------------------------------------- | --------------------------------------------------------- |
| Positie                                                   | 44                                                        | 43                                                        | 46                                                        | 46                                                        | 38                                                        |